# Per Winblad
Per Winblad, född 9 november 1775, död 20 juni 1843 i Sankt Nikolai församling, StockholmStockholms stad, var en svensk skräddare och politiker.

## Biografi
Per Winblad föddes 1775. Han arbetade som skräddareålderman och var riksdagsledamot för borgarståndet i Stockholms stad vid riksdagen 1823, riksdagen 1828–1830 och riksdagen 1834–1835. Winblad avled 1843 i Stockholm.